# Jan Elhøj
Jan Elhøj (født 27. december 1971 i Gentofte) er en dansk tv- og radiovært, komiker, foredragsholder, forfatter, fotograf og musiker. Han er kendt fra flere underholdende og satiriske tv-og radioprogrammer. Særligt kendt er han for sit samarbejde med Simon Jul Jørgensen og deres populære satireprogrammer Banjos Likørstue, Torsdag i 2'eren samt Radio24syv-programmet Bæltestedet. 
Derudover er han kendt for rejseprogrammet Nul stjerner med rejsemakkeren Morten Kirckhoff. Han har ligeledes forfattet flere bøger i bogserien Abandoned og Forladte steder.
Siden 2021 har han årligt udgivet et musikalbum under kunstnernavnet ChanElhøj.

## Baggrund
Elhøj voksede op i Sorgenfri. Han havde aldrig kontakt til sin far, som døde, da Elhøj var 18 år gammel. I sin ungdom begik han indbrud og malede graffiti. Efter 9. klasse begyndte han på handelsskolens etårige grundkursus og efter skole arbejdede han i Irma, hvor han kom i lære efter den afsluttende eksamen. Senere fik han job som piccolo og senere på et lager, hvor han arbejdede, indtil han var 22 år. Derefter lavede han musik og et magasin ved navn Angry Ass, optrådte på ZTV og havde nogle småjobs, blandt andet som skolevikar.

### Karriere
Jan Elhøj startede sin tv karriere med makkeren Anders Christian Hansen. De havde satireduoen Angry Ass sammen. Bl.a. leverede de satire til ungdomsprogrammet Puls på TV 2 og til kanalen ZTV som var en musikkanal alá MTV, hvor de er sammen med Kenneth Bager havde programmet Danish Dance Chart.
I 2001 starter Jan samarbejde med Simon Jul Jørgensen satireprogrammet Banjos Likørstue, der først var radiosatire i to sæsoner og derefter blev det til TV-satireprogram af samme navn sendt på DR2 over to sæsoner, der hurtigt blev et af DR2's mest populære serier.[kilde mangler]
Han fortsatte sammen med Simon Jul året efter med satireserien Torsdag i 2'eren med Adam Duvå Hall som vært. Her spillede han gæsten Michael, og reporteren Teddy, der ofte måtte ende sine interviews, fordi han pludselig skal skide.
Elhøj har siden da været vært på en række underholdningsprogrammer på DR2 og TV2 Zulu. Fra 2003 til 2004 var han vært på underholdningsprogrammet Zulu Bingo. I 2003 spillede han rockeren Mini i den første sæson af tv-serien Rockerne på DR2.
I 2004 var han vært på Sommerprogrammet ved Jan Elhøj på TV2 ZULU, hvor han sammen med kendte gæster fejrede den danske sommer landet over i 8 episoder. Elhøj dukkede igen op på skærmen i 2006 med programmet Penislægens Værksted på TV2 Zulu. Han var desuden vært på Zulu Awards i 2003, 2004 og 2005.
Jan Elhøj var i 2007 med Johan Stahl vært for Hollywood-redaktion på DR2.
Desuden har Elhøj også lagt stemme til Osmosis Jones fra børneprogrammet Ozzy & Drix.
I tegnefilmen Cowboy, Indianer og Hest lægger han stemme til Cowboy.
Jan Elhøj har i 2011 udgivet bogen Abandoned - Adventures of urban explorers sammen med Morten Kirckhoff.
I 2012 har Jan udgivet bogen Jan på Sporet.
I 2012 og 2013 medvirkede Jan Elhøj i tv-programmet Dumt og Farligt på TV 2 Zulu, hvor han sammen med Lasse Spang Olsen udførte forsøg og eksperimenter, der som navnet antyder, var dumt og farligt.
Henover sommeren, 2013, var Jan Elhøj vikar for Karen Straarup, i radioprogrammet Halløj i Betalingsringen på Radio24syv. Fra 30. september, overtog han sendefladen mellem klokken 14 og 15, på selvsamme radiokanal, med sin gamle kollega Simon Jul Jørgensen i et nyt program, kaldet Bæltestedet.
Siden 2011 har Jan Elhøj og Morten Kirckhoff udgivet Abandoned bøgerne fotobøger om deres rejser om forladte steder over hele verden. I 2018 og 19 udgav de to bøger med fokus på forladte steder i Danmark.

## Hæder
- 2010 De fantastiske 3 (kortfilm) pris på Giffoni film festival 2010
- 2001 Mujaffa-spillet for Web Award winning online game

## Filmografi
- 2024 "LOL" den der ler sidst
- 2022 Jagten på Elefantordenen
- 2019 Nul Stjerner
- 2015 Jans Ultra Klub DR Ramasjang
- 2013 Dumt og Farligt
- 2013 Adrenalin
- 2012 Alt forladt[5]
- 2012 Dumt og Farligt
- 2011 Cowboy, Hest & Indianer
- 2011-2012 Jan's Tube

- 2008 Crazy breakdancer på Strøget

- 2008 Hul i Hovedet
- 2008 Ozzy & Drix
- 2007 DR2's Hollywood redaktion
- 2006 PiP og Papegøje
- 2005 Penis Lægens Værksted
- 2004 Sommer programmet
- 2003-2004 Zulubingo
- 2003, 2004, 2005 Zulu Awards
- 2002 Torsdag i 2'eren
- 2001 Banjos likørstue
- 1997 Puls
- 1996 ZTV Danish Dance Chart ZTV / Writer / Co Host / Set designer
- 2004 Yumme Yumme

## Diskografi
- 2023 Mindscape Album (ChanElhøj)
- 2023 Escapism Single (ChanElhøj)
- 2023 What's The Rush Single (ChanElhøj)
- 2022 255 Album (ChanElhøj)
- 2021 Sky's The Limit Album (ChanElhøj)
- 2006 Mindtrap Northern Rooms
- 1999 Angry Ass
- 1997 Los Umbrellos - "No Tengo Dinero" (konceptudvikling, produktion, arrangement)

## Radio
- 2013 - 2017 Bæltestedet på Radio24syv
- 2001 De professionelle
- 1998 Go P3

## Andet
- 2011 Youth Crime / Target group 12-18 / Lectures on youth crime based on interview's with convicted and former convicted
- 2006 LilleGuf Development of Kids clothing line 24 styles / Design / Production